# 維克托里夫卡 (切爾尼戈夫區)
51°17′45″N 31°24′30″E / 51.29583°N 31.40833°E
維克托里夫卡（烏克蘭語：Вікторівка），是烏克蘭北部切爾尼希夫州切爾尼希夫區伊萬尼夫卡市鎮的村落。始建於1671年，面積0.39平方公里，海拔高度113米，2001年人口112，人口密度每平方公里287.18人。